# Oskar Berkowicz

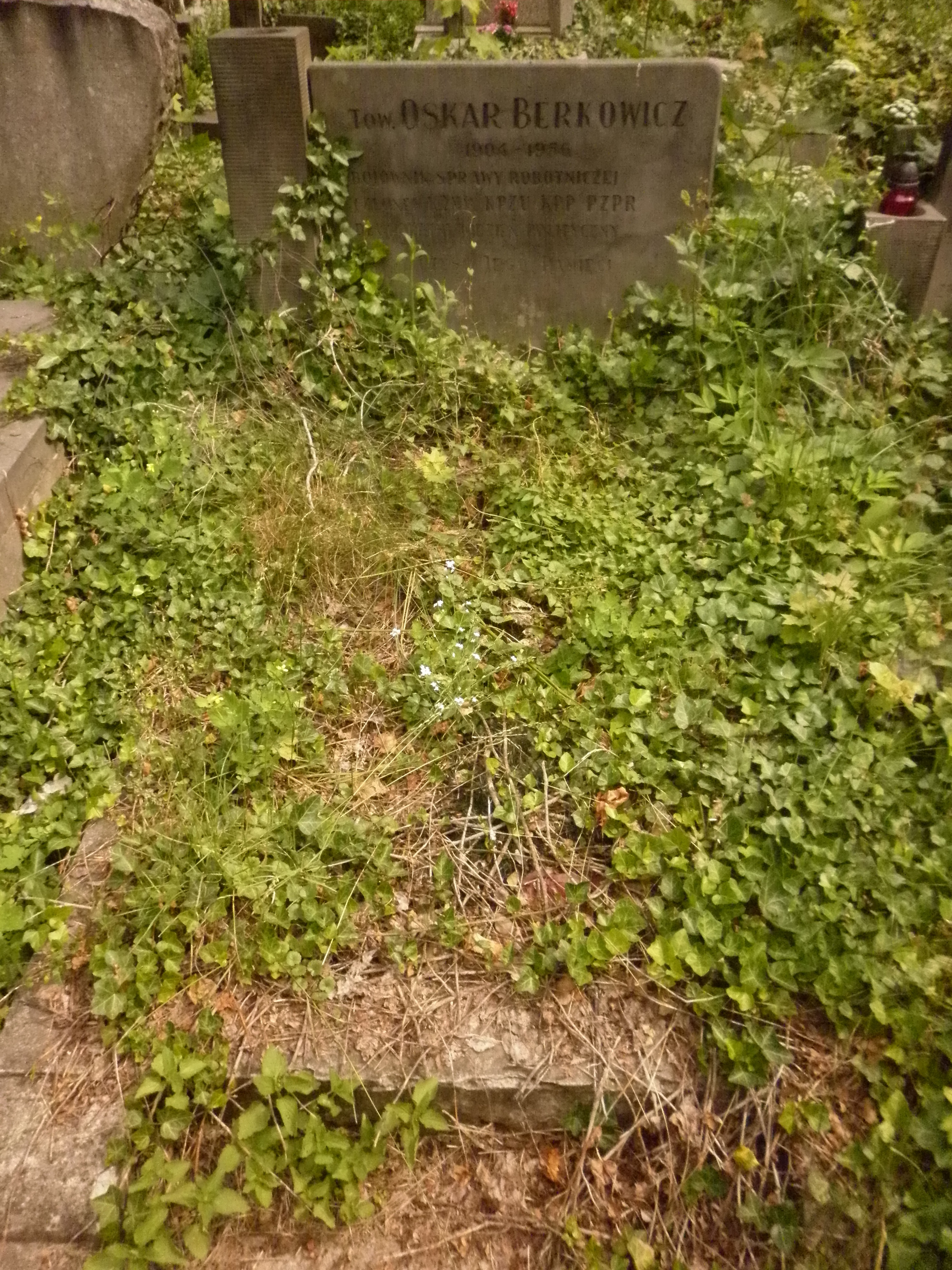
Grób Oskara Berkowicza

Oskar Berkowicz, ps. Alfred, Zygmunt (ur. 10 listopada 1904 we Lwowie, zm. 15 listopada 1956 w Warszawie) – działacz komunistyczny, członek Sekretariatu Krajowego KC Związku Młodzieży Komunistycznej (ZMK) od 1922, sekretarz Komitetu Okręgowego (KO) ZMK we Lwowie od 1923, sekretarz KO KPZU we Lwowie od 1925, sekretarz KO KPP w Krakowie od 1929, kierownik Centralnego Wydziału Wojskowego przy KC KPZU od 1930, działacz MOPR.
Urodzony w rodzinie żydowskiej, jako syn Jakuba, księgowego. Od 1919 członek żydowskiej organizacji Cukunft w lwowskim gimnazjum. W 1921, po rozłamie, przeszedł do Kom-Cukunftu (Komunistycznego Cukunftu). 17 marca 1922 wziął udział w I Zjeździe ZMK w Warszawie, na którym został członkiem Sekretariatu Krajowego KC ZMK, a Kom-Cukunft został włączony w skład Związku. Od X 1923 sekretarz KO ZMK we Lwowie. IV-VIII 1924 aresztowany, po zwolnieniu pracował w Centralnej Technice KC KPZU w W.M. Gdańsku, po czym został sekretarzem KO KPZU we Lwowie. W październiku 1925 był delegatem na ZZ Zjazd KPZU pod Moskwą. W 1926 aresztowany i skazany na rok więzienia, po zwolnieniu ponownie aresztowany w sierpniu 1928 (do listopada). Po zwolnieniu powołany do karnego pułku w Kołomyi, prowadził tam agitację komunistyczną wśród żołnierzy. Po odbyciu służby wojskowej działał w Krakowie, gdzie został członkiem, a następnie sekretarzem KO KPP. Od połowy 1930 działał ponownie w KPZU, w której od 1931 kierował Centralnym Wydziałem Wojskowym. Od grudnia 1932 w ZSRR, działał w MOPR w Odessie i pracował w redakcjach gazet. W lipcu 1935 aresztowany i skazany na 10 lat obozu pracy w kopalni złota na Kołymie. Po zwolnieniu miał 10-letni zakaz opuszczania miejsca zesłania. W grudniu 1955 znalazł się w Moskwie, skąd w marcu 1956 wrócił do Polski i wstąpił do PZPR.
Zginął w wypadku samochodowym. Jest pochowany na Cmentarzu Wojskowym na Powązkach w Warszawie (kwatera B2, rząd 10, grób 22). Pośmiertnie odznaczony Krzyżem Kawalerskim Orderu Odrodzenia Polski.
Jego żona Rachela z domu Horowitz, działaczka ZMK i KPP, zginęła w Auschwitz.